# Phoenix Wright (personagem)
Phoenix Wright, conhecido como Ryūichi Naruhodō (成歩堂 龍一, Naruhodō Ryūichi) em japonês, é um advogado fictício e protagonista na série de jogos eletrônicos Ace Attorney, da Capcom. Phoenix é o protagonista nos três primeiros jogos da série, um coadjuvante e personagem jogável no quarto e o protagonista novamente no quinto. O personagem também apareceu nos jogos crossover Professor Layton vs. Phoenix Wright: Ace Attorney e Ultimate Marvel vs. Capcom 3, na adaptação para mangá da série e em uma série de musicais japoneses.

## Aparições

### Ace Attorney
No primeiro jogo, Phoenix Wright: Ace Attorney, Phoenix deve se reorganizar após a morte de sua mentora e parceira Mia Fey. Durante o jogo, Phoenix é contratado para defender diversas pessoas, incluindo seu amigo Larry Butz.
Em Phoenix Wright: Ace Attorney Justice for All, Phoenix defende Maya Fey no primeiro caso (a irmã mais nova de sua antiga mentora), e encara agora Franziska von Karma, (filha de Manfred von Karma, o vilão do primeiro jogo). Durante o jogo, Phoenix recebe um Magatama mágico que é capaz de revelar se uma pessoa está omitindo algo ou não.
Em Phoenix Wright: Ace Attorney Trials and Tribulations, é revelado que Phoenix fora acusado pelo assassinato do ex namorado de sua atual namorada, durante a faculdade. Ele fora defendido por Mia Fey, sua futura mentora. Phoenix também deve enfrentar o misterioso Godot, um promotor que parece guardar um rancor em relação a Phoenix.
Durante um caso que acontece sete anos antes dos eventos de Apollo Justice: Ace Attorney e dois meses após Trials and Tribulations, Phoenix foi obrigado a entregar seu distintivo de advogado, após entregar evidência que, embora sem seu conhecimento, fora forjada. Duas semanas depois, ele adotou Trucy Enigmar, depois que seu pai, Zak Enigmar, se tornou um fugitivo. Wright então renomeia seu escritório para "Wright Talent Agency". Durante os eventos de Apollo Justice, ele trabalha como um pianista. Depois de ter sido acusado de assassinato e ter sido defendido pelo advogado novato Apollo Justice, ele contrata Apollo, reabrindo seu escritório com o nome de "Wright Anything Agency". Wright usa o programa de computador "MASON System" para ajudar o jogador a juntar evidências do passado e do presente para o caso final, que explica as circunstâncias de quando ele fora expulso.
Wright retorna como o protagonista no quinto jogo da série principal, Phoenix Wright: Ace Attorney - Dual Destinies. Nos eventos do jogo, Phoenix já reconquistou seu distintivo, se tornando novamente um advogado.

### Outras aparições
Phoenix Wright aparece na adaptação para mangá da série, escrita por Kenji Kuroda, ilustrada por Kazuo Maekawa e publicada pela Kodansha. Um mangá adicional, publicado por Del Rey Manga, foi lançado nos Estados Unidos.
Phoenix aparece como um personagem jogável em Ultimate Marvel vs. Capcom 3. Seu estilo de luta envolve Wright coletando evidências no campo, que ele pode gastar atacando seu oponente ou guardar para um poderoso confronto no tribunal.
Phoenix faz uma participação especial em Ace Attorney Investigations: Miles Edgeworth, um jogo estrelando seu rival Miles Edgeworth. Ele, ao lado de sua assistente Maya Fey e a prima de Maya, Pearl, aparecem em um barco durante o terceiro caso do jogo. Phoenix também estrela, ao lado de Professor Layton, no jogo Professor Layton vs. Phoenix Wright: Ace Attorney, desenvolvido pela Level-5 para o Nintendo 3DS.